# DVD-VHS-Kombi
Eine sogenannte DVD-VHS-Kombi, auch 'DVD-VHS-Kombigerät' genannt, ist ein Produkt der elektronischen Unterhaltungsindustrie, das die zwei dominierenden Videomedien der letzten 15 Jahre in einem Gerät vereint: Die VHS-Videokassette und deren Nachfolger, die DVD (Digital Versatile Disc). Die meisten Geräte haben die Fähigkeit, in beide Richtungen zu überspielen, d. h. VHS-Videos auf DVD-R-Medien und DVDs auf leere VHS-Kassetten. Allerdings gibt es auch Kombigeräte, die aus einem VHS-Rekorder und einem DVD-Player bestehen; also beides abspielen, aber nur auf VHS aufnehmen können.
Bei Geräten der höheren Preissegmente ist oft auch eine Festplatte integriert, auf die von beiden Medien aufgenommen werden kann und umgekehrt.
Die meisten DVD-VHS-Kombigeräte bieten nur einen Composite-Video-Anschluss bzw. ein Composite-Signal über Scart und keinen höherwertigen RGB-Anschluss, wie er bei DVD-Playern inzwischen Standard ist.

## Zukunftsaussichten
VHS-Rekorder sind noch in vielen Haushalten anzutreffen, der Verkauf von Neugeräten ist jedoch stark zurückgegangen. Entsprechende Kombi-Geräte bieten die Möglichkeit, alte VHS-Kassetten auf handlichere DVDs zu kopieren und das Material damit in digitaler Form für die Zukunft zu sichern. Auch wenn die DVD dereinst abgelöst wird, lassen sich digitale Videos verlustfrei kopieren.